# Паламед (Эсхил)
«Паламед» (др.-греч. Παλαμήδης — трагедия древнегреческого драматурга Эсхила (первая половина V века до н. э.), посвящённая одному из эпизодов Троянской войны. Её текст почти полностью утрачен.

## Сюжет и судьба пьесы

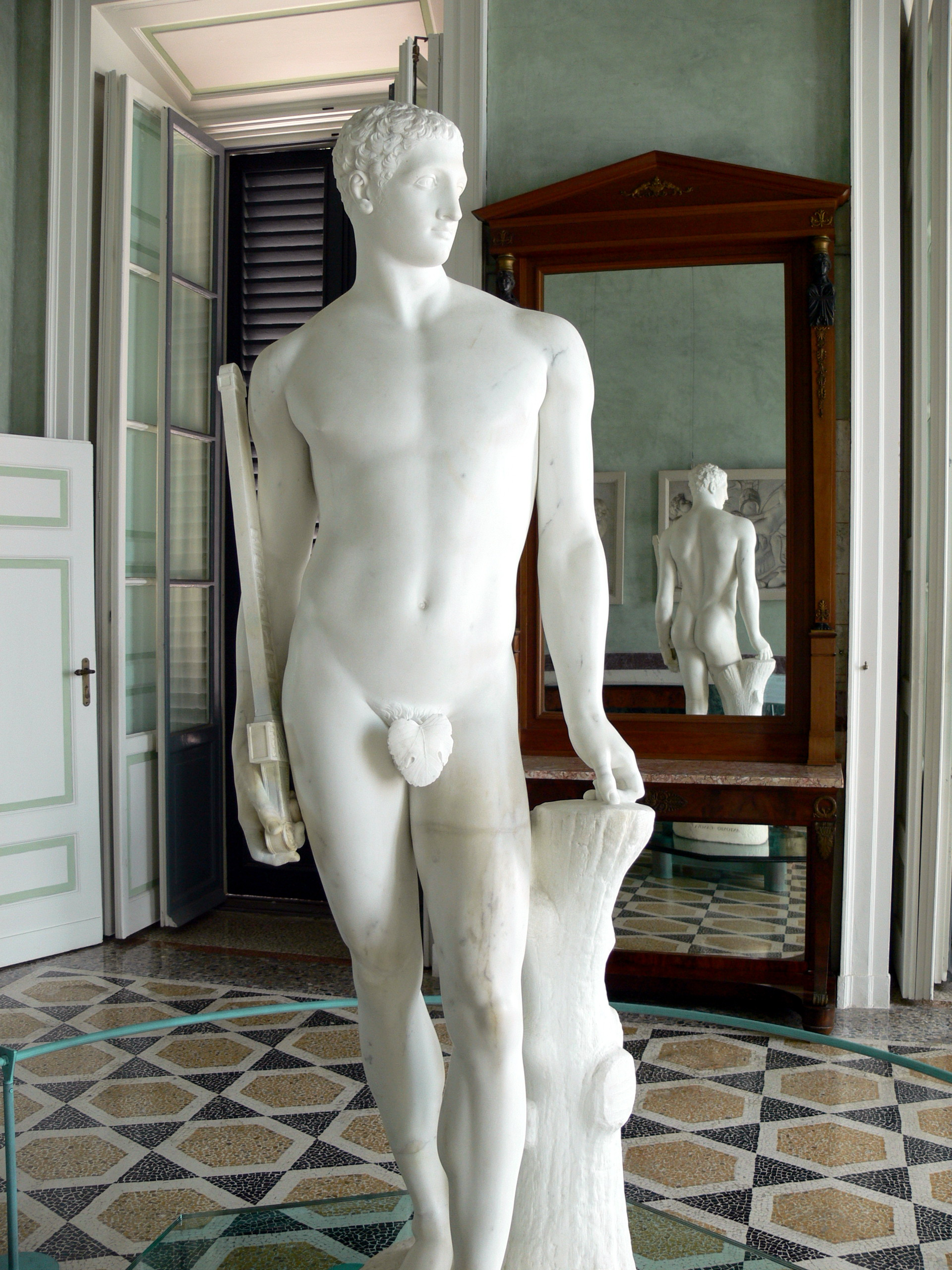
Паламед. Статуя Антонио Кановы

Трагедия «Паламед» рассказывала об одном из событий Троянской войны, которое произошло незадолго до начала действия «Илиады» Гомера. Заглавный герой, сын эвбейского царя, был одним из предводителей ахейцев, осаждавших Трою, и вызывал у многих зависть своей мудростью и популярностью в войске. Одиссей особенно ненавидел Паламеда, так как тот заставил его принять участие в походе. Поэтому в палатку Паламеда подкинули золото и заявили, что это плата от троянцев за предательство. Герой был казнён, что имело в далёком будущем трагические последствия для многих ахейских вождей.
«Паламед» — одна из девяти трагедий Эсхила, относящихся к троянскому циклу. Обычно этот драматург объединял свои произведения в тетралогии, но относительно «Паламеда» неясно, в какую тетралогию входил он. Текст трагедии утрачен почти полностью — сохранились только три фрагмента. В двух заглавный герой перечисляет свои заслуги перед ахейцами, в третьем его отец Навплий обращается (предположительно) к Одиссею со словами «За что, скажи, ты сына моего сгубил?».
Трагедии с таким названием написали, кроме Эсхила, Софокл и Еврипид, причём наиболее влиятельной оказалась версия Еврипида. Эти пьесы тоже утрачены почти полностью.